# Velomòbil

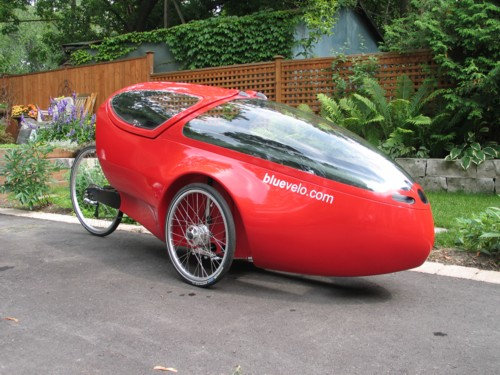
El Go-one3 incorpora assistència elèctrica.

El velomòbil o bicicleta cotxe és un vehicle de tracció humana que inclou una carrosseria aerodinàmica que afavoreix el seu avanç i la protecció contra les col·lisions i els agents atmosfèrics, com la pluja o la neu. És l'evolució de les bicicletes amb cadira i tricicles, amb l'addició d'una carrosseria aerodinàmica.